# Titularbistum Castellum in Mauretania
Das Bistum Castellum in Mauretania (italienisch diocesi Castello di Mauritania, lateinisch Dioecesis Castellana in Mauretania) ist ein Titularbistum der römisch-katholischen Kirche.
Es geht zurück auf einen untergegangenen Bischofssitz in der gleichnamigen antiken Stadt, die in der römischen Provinz Mauretania Sitifensis lag.
| Titularbischöfe von Castellum in Mauretania |                      |                                                                |                 |               |
| Nr.                                         | Name                 | Amt                                                            | von             | bis           |
| 1                                           | Pedro Reginaldo Lira | Weihbischof in Salta (Argentinien)                             | 22. Juni 1965   | 15. Mai 1978  |
| 2                                           | Joachim Wanke        | Apostolischer Administrator von Erfurt-Meiningen (Deutschland) | 2. Oktober 1980 | 27. Juni 1994 |
| 3                                           | Teofil Józef Wilski  | Weihbischof in Kalisz (Polen)                                  | 8. April 1995   | 26. März 2022 |